# Spinozad
Spinozad je insekticid baziran na hemijskim jedinjenjima izolovanim iz bakterijkih vrsta Saccharopolyspora spinosa. Rodovi Saccharopolyspora su otkriveni 1985. godine u izolatima iz izgnječene šećerne trske, koji proizvode žućkasto-ljubičaste vazdušne hife, sa lancima spora sličnim perlama uklopljenim u karakterističnom vlaknastim plaštovima. Ovaj rod se definiše kao aerobna, Gram-pozitivna, kiselinski osetljiva Actinomycetes sa fragmentiranim supstratnim micelijumom. S. spinosa je izolovana iz uzorka zemljišta uzetog iz jedne zatrovrene šećerane i destilarije ruma na Devičanskim ostrvima. Spinozad je smeša hemijskih jedinjenja iz spinozinske familije koja ima opštu strukturu koja se sastoji od jedinstvenog tetracikličnog sistema prstena vezanog za amino šećer (D-forozamin) i neutralni šećer (tri-Ο-metil-L-ramnozu). Spinozad je relativno nepolaran i ne rastvara se lako u vodi.
Spinozad je insekticid sa novim modom dejstva. On je izveden iz familije prirodnih proizvoda dobijenih fermentacijom S. spinosa. Spinozini se javljaju u preko 20 prirodnih formi, i preko 200 sintetičkih formi (spinozoida) su laboratorijski proizvedeni. Spinozad sadrži smešu dva spinozoida, spinozin A, glavna komponenta, i spinozin D (manje zastupljena komponenta), u približnom odnosu od 17:3.

## Način dejstva
Spinozad je visko aktivan, putem kontakta i konzumacije, na brojnim vrstama insekata. Njegov sveukupni zaštitni učinak varira s vrstom insekta i životim stajumom. On utiče na pojedine vrste samo u odrasloj fazi života, dok na druge može da utiče u više životnih faza. Vrste koje su podložne veoma visokom stupnju mortaliteta kao larve, ali ne kao odrasli insekti, mogu se postepeno kontrolisati putem održavanja mortaliteta larvi.  The mode of action of spinosoid insecticides is by a neural mechanism. Spinozini i spinozoidi imaju nov način dejstva u odnosu na druge insekticide. Oni prvenstveno utiču na mesta vezivanja na nikotinskim acetilholinskim receptorima (nAChRs) nervnog sistema insekta. Vezivanje spinozoida dovodi do ometanja acetilholinske neurotransmisije. Spinozad isto tako ima sekondarna dejstva kao što je neurotransmiterski agonizam, analogan Ɣ-amino-butirnoj kiselini (GABA). On ubija insekte putem hiperekscitacije njihovog nervnog sistema. Do sada nije utvrđeno da spinozad uzrokuje međurezistanciju sa nekim drugim poznatim insekticidom.

## Osobine
Spinozad je organsko jedinjenje, koje sadrži 42 atoma ugljenika i ima molekulsku masu od 729,983 .
| Osobina                  | Vrednost |
| ------------------------ | -------- |
| Broj akceptora vodonika  | 10       |
| Broj donora vodonika     | 0        |
| Broj rotacionih veza     | 9        |
| Particioni koeficijent ( | 5,2      |
| Rastvorljivost (logS, log(mol/L))       | -7,8     |
| Polarna površina (PSA, Å2)  | 102,0    |

## Literatura
- Clayden, Jonathan; Greeves, Nick; Warren, Stuart; Wothers, Peter (2001). Organic Chemistry (I изд.). Oxford University Press. ISBN 978-0-19-850346-0.
- Smith, Michael B.; March, Jerry (2007). Advanced Organic Chemistry: Reactions, Mechanisms, and Structure (6th изд.). New York: Wiley-Interscience. ISBN 0-471-72091-7.
- Katritzky A.R.; Pozharskii A.F. (2000). Handbook of Heterocyclic Chemistry (Second изд.). Academic Press. ISBN 0080429882.

## Spoljašnje veze
- General Fact Sheet